# 巴肯遊樂園
巴肯遊樂園（Dyrehavsbakken）是丹麥首都哥本哈根郊外的一座遊樂園，位於哥本哈根以北約10公里處。
巴肯遊樂園開業於1583年，並且是世界上最古老營業中的遊樂園。現在巴肯遊樂園平均每年有250至270萬人參觀，是丹麥第二受歡迎的遊樂園，僅次於蒂沃利花園。

## 外部連結
- Bakken website （页面存档备份，存于） （丹麥語）
- Bakken website （页面存档备份，存于） （英語）
- Review of Bakken （页面存档备份，存于）
- Roller Coaster DataBase: Bakken （页面存档备份，存于）